# Cotana rosselliana
Cotana rosselliana är en fjärilsart som beskrevs av Rothschild 1917. Cotana rosselliana ingår i släktet Cotana och familjen Eupterotidae. Inga underarter finns listade i Catalogue of Life.